# 波莫納 (紐約州)
波莫納（英語：Pomona）是位於美國紐約州羅克蘭縣的村。

## 人口
根據2020年美國人口普查的數據，波莫納的面積為6.21平方千米，皆為陸地。當地共有人口3824人，而人口密度為每平方千米616人。